# Gornje Ponikve
Gornje Ponikve su naseljeno mjesto u općini Čajniču, Republika Srpska, BiH. Nalaze se sjeveroistočno od Luške rijeke, blizu granice s Crnom Gorom.
Godine 1985. spojeni su s naseljem Donjim Ponikvama u naselje Ponikve (Sl. list SRBiH 24/85).

## Stanovništvo
| Narod     | Popis 1961. | Popis 1971. | Popis 1981. |
| --------- | ----------- | ----------- | ----------- |
| Hrvati    |             |             |             |
| Muslimani |             |             |             |
| Srbi      | 157         | 174         | 145         |
| ostali    |             | 1           | 18          |
| Ukupno    | 157         | 175         | 163         |